# エール・コモロ・インターナショナル
エール・コモロ・インターナショナル（英語:Air Comores International）は、コモロのモロニを拠点として計画された航空会社。2004年に設立され、同年11月に運航開始予定だったが、実際に運航できずに倒産した。フランス、中東への長距離線、周辺のアフリカ諸国やインド洋諸国、及び国内各都市への中・短距離線を就航を予定していた。

## 予定就航路線
- 国内線

アンジュアン、モヘリ
- 国際線

パリ、マルセイユ、ドバイ、ダルエスサラーム、アンタナナリボ、ナイロビ、モンバサ、ザンジバル、マハジャンガ、マヨット、ヨハネスブルグ、モーリシャス、サン＝ピエール（レユニオン）、ノシ・ベ島（マダガスカル）